# Belgrade (Namur)
Pour les articles homonymes, voir Belgrade (homonymie).
Belgrade (en wallon Belgråde) est une section de la ville belge de Namur située en Wallonie dans la province de Namur.
Belgrade a été une commune à part entière, créée en 1897, par détachement de la commune de Flawinne. Elle a rejoint Namur lors de la fusion des communes, le 1er janvier 1977. Au cours de son existence comme commune, sa population a progressé d'environ 1 100 habitants en 1900 à 4 500 habitants en 1976. 
Depuis 1973, elle est jumelée avec la ville serbe et homonyme de Belgrade.

## Géographie

### Présentation
Considérée comme la moins étendue des localités namuroises, avec à peine 2,93 km2, l'ancienne commune de Belgrade compte, à ce jour, près de 5 000 âmes. Jumelée depuis 1973, avec la ville serbe et homonyme de Belgrade, la cité des Tautis, comme on l'appelle généralement, peut se prévaloir d'une vie associative pour le moins dynamique. On y dénombre en effet de nombreux groupements, associations et sociétés de toutes sortes qui œuvrent notamment dans les domaines de la culture, du sport et des animations festives.

## Démographie
- Sources : INS, Rem:1831 jusqu'en 1970=recensements, 1976= nombre d'habitants au 31 décembre

## Histoire
Commune à part entière, avant la fusion de 1977, Belgrade tire son nom d'une ancienne « brassine » (brasserie avec débit de boissons) installée, au XVIIIe siècle, dans ce qui était alors un hameau dépendant de la commune de Flawinne. Le nom de Belgrade donné à ce débit de boissons s'explique par la prise de Belgrade sur les Turcs en 1717, les cabaretiers du pays choisissant volontiers des enseignes flatteuses pour leur clientèle militaire de passage. Lorsque la commune de Flawinne fut scindée en 1897, le hameau de Belgrade fut érigé en commune autonome.
Au XIXe siècle, le hameau de Belgrade comptait de nombreuses guinguettes et autres gargotes que les Namurois fréquentaient le dimanche lors de leur balade en famille. En prévision de ces visites dominicales, les habitants se mirent à préparer des tartes que les promeneurs dégustaient avec de la bière. La tarte, à cette époque, était surtout fabriquée à l'occasion de fête et kermesse ; d'où l'expression, toujours de mise aujourd'hui, « C'est todi dicauce à Belgrade », comprenez : « C'est toujours la ducasse/kermesse à Belgrade ».

## Patrimoine et culture

### Patrimoine architectural
- Eglise Saint-Joseph. Construite en 1901 par l'architecte Van Gheluwe en style néo-gothique[7].

### Festivités culturelle
Le Comité d'Animation Culturelle de Belgrade, en a.s.b.l. depuis 2016, organise, chaque année, plusieurs animations et fêtes. Plus d'informations sur leur site : http://cacbelgrade.be/.

#### La Dicauce del Pavée
Chaque année, depuis plus de trois décennies, le Comité d'Animation Culturelle de Belgrade organise sur la Place do Bia Bouquet, le deuxième weekend du mois de mai, une grande kermesse populaire. Baptisée « Dicauce del Pavée », celle-ci est l'occasion pour les Belgradois de faire la fête ensemble. Tout au long de ce week-end festif, les organisateurs proposent diverses activités et animations comme une soirée - karaoké, des soupers, une soirée dansante, une messe en hommage aux couples jubilaires du cru. Une dizaine de loges foraines participent chaque année à cette manifestation.

#### La Dicauce del Bov'rie
La Dicauce del Bov'rie a lieu chaque année, le 1er week-end de septembre dans l'avenue Jean Delhaye. Plusieurs animations sont également organisées par le Comité d'Animation Culturelle de Belgrade, telles que soupers, soirées - karaoké, levée des couleurs wallonnes avec le CCW, un rallye découverte, etc. Des animations pour les plus petits y sont aussi présentes.

#### La Fête d’Halloween
Depuis près d'une quinzaine d'années, le Comité d'Animation Culturelle de Belgrade coorganise avec l'Association des Parents et la Direction de l'École Communale de Belgrade, chaque 31 octobre, une fête et soirée d'Halloween où les enfants du village peuvent aller récolter bonbons et friandises auprès des habitants de la localité. Cette collecte aux bonbons se clôture par un spectacle de magie à la salle communale.

#### Marché de Noël
Depuis l'édition du réveillon de l'An 2000, le Comité d'Animation Culturelle de Belgrade organisait chaque année à la salle communale, une soirée et réveillon de la Saint-Sylvestre. Avec la crise sanitaire de la Covid-19, cette manifestation a été stoppée. Depuis 2022, cette association organise vers la mi décembre un Marché de Noël dans la salle communale.

#### Folklore
Belgrade possède aussi sa confrérie depuis le 2 mai 1975 : la Confrérie des Chevaliers de la Tarte et de la Pompe. Cette confrérie rappelle la tradition de la tarte de la kermesse de Belgrade et fait revivre la Vî Keute (ce qui signifie en français Vieille Cuvée), une bière locale du temps jadis.

## Économie

### Parcs et jardins
Sur l'initiative de l'Échevinat de l'Environnement de la Ville de Namur, un nouveau jardin a été aménagé en novembre/décembre 2011. D'une superficie de sept ares, celui-ci est consacré à la vigne. Situé à l'angle de l'avenue des Vignes et de la rue des Fraisiers, sur un espace communal qui était à l'abandon, le vignoble compte une trentaine de pieds de vigne (raisins blancs et rouges) dont la plupart proviennent de la pépinière communale.

## Sports
Belgrade dispose d'un centre sportif, le Centre sportif "José Tyssaen", situé rue des Tautîs. Ce centre dispose à l'intérieur d'une grande salle de 32,40 × 34,38 m (pour volley, basket et tennis), d'un local matériel, de deux locaux (cabines électriques) et d'une cafétéria. À l'extérieur, on retrouve aussi dix pistes de pétanque éclairées et un espace multisports.

### Football
Son club de football s'appelle le F.C. Étoile Rouge de Belgrade (couleurs : vert, rouge, blanc) tout comme l'équipe de la ville serbe.

### Basketball
Belgrade possède aussi son club de basketball. Créé en 1972 sous l'appellation Basket Club Belgrade, le club change de nom à la fin des années 1980 et pour devenir le B.C.B. Avenir Namur (à la suite de l'association avec le club Avenir Namur. Sous B.C.B., on entend bien sûr Basket Club Belgrade).
Un autre club s'est aussi créé en 1990, le New Belgrade. En 2008, le BCB et le New ont fusionné pour ne faire plus qu'un seul club, le New BC Belgrade. En 2011, les Belgradois montent en D2 régionale, puis l'année suivante en D1 régionale. Ils changent de nom, à la suite de l'augmentation de sponsoring de Alsavin[Quand ?], s'appelant à présent New BC Alsavin Belgrade.